# 中华民国实业部 (汪精卫国民政府)
实业部是汪精卫国民政府主管农林、工矿、商业等事务的机构，1941年设立。

## 沿革
1940年3月汪精卫国民政府成立，在行政院下设立农矿部、工商部。1941年8月，农矿部与工商部合并成立实业部。其下设有总务司、农林司、工业司、矿业司、商业司、合作司等机构。
1944年4月，原行政院下属的粮食部撤销，粮政事务划归实业部管理。

## 主要官员
实业部（及其前身农矿部、工商部）的主要官员有：

### 农矿部（1940年3月－1941年8月）
- 部长：赵毓松（1940年3月31日任）
- 政务次长：汪曼云（1940年3月31日任）
- 常务次长：何庭流（1940年3月31日任）

### 工商部（1940年3月－1941年8月）
- 部长：梅思平（1940年3月31日任）
- 政务次长：蔡培（1940年3月31日任）、汤澄波（1940年6月20日任）
- 常务次长：汤澄波（1940年3月31日任）

### 实业部（1941年8月－1945年9月）
- 部长：梅思平（1941年8月16日任）、陈君慧（1943年9月10日任）
- 政务次长：李祖虞（1941年8月16日任）、姜佐宣（1945年5月8日任）
- 常务次长：顾宝衡（1941年8月16日任）、袁愈佺（1942年2月28日任）、汪孟晋（1945年5月8日任）
- 次长：袁愈佺（1943年1月19日任）、姜佐宣（1943年10月5日任）
- 主任秘书：张秉权（1944年5月在职）
- 首席参事：梁平原（1944年5月在职）
- 首席技监：温宗禹（1944年5月在职）
- 总务司长：张秉权（1944年5月在职）
- 工业司长：尹以煊（1944年5月在职）
- 商业司长：陶国贤（1944年5月在职）
- 矿业司长：陶国贤（1944年5月在职，兼任）
- 会计司长：陈德矩（1944年5月在职）
- 统计处长：黄森汉（1944年5月在职）
- 农林署长：陈燕山（1944年5月在职）
- 商标局长：黄秉真（1944年5月在职）
- 全国度量衡局局长：尤乙熊（1944年5月在职）
- 上海商品检查局局长：麦静铭（1944年5月在职）
- 物价管理总局局长：劳荫予（1944年5月在职）
- 保险监理局局长：刘炜俊（1944年5月在职）